# Savonnières-devant-Bar
Savonnières-devant-Bar és un municipi francès situat al departament del Mosa i a la regió del Gran Est. L'any 2007 tenia 499 habitants.

## Demografia

### Població
El 2007 la població de fet de Savonnières-devant-Bar era de 499 persones. Hi havia 218 famílies, de les quals 56 eren unipersonals (16 homes vivint sols i 40 dones vivint soles), 89 parelles sense fills, 65 parelles amb fills i 8 famílies monoparentals amb fills.
La població ha evolucionat segons el següent gràfic:
Habitants censats

### Habitatges
El 2007 hi havia 234 habitatges, 220 eren l'habitatge principal de la família, 1 era una segona residència i 14 estaven desocupats. 200 eren cases i 34 eren apartaments. Dels 220 habitatges principals, 178 estaven ocupats pels seus propietaris, 36 estaven llogats i ocupats pels llogaters i 5 estaven cedits a títol gratuït; 7 tenien dues cambres, 29 en tenien tres, 67 en tenien quatre i 116 en tenien cinc o més. 177 habitatges disposaven pel capbaix d'una plaça de pàrquing. A 97 habitatges hi havia un automòbil i a 100 n'hi havia dos o més.

### Piràmide de població
La piràmide de població per edats i sexe el 2009 era:
| Homes | Edats   | Dones |
| ----- | ------- | ----- |
| 0     | 95 o +  | 0     |
| 0     | 90 a 94 | 4     |
| 0     | 85 a 89 | 0     |
| 8     | 80 a 84 | 8     |
| 8     | 75 a 79 | 16    |
| 8     | 70 a 74 | 8     |
| 12    | 65 a 69 | 20    |
| 28    | 60 a 64 | 24    |
| 20    | 55 a 59 | 16    |
| 12    | 50 a 54 | 12    |
| 12    | 45 a 49 | 20    |
| 28    | 40 a 44 | 20    |
| 24    | 35 a 39 | 24    |
| 16    | 30 a 34 | 16    |
| 12    | 25 a 29 | 16    |
| 12    | 20 a 24 | 8     |
| 16    | 15 a 19 | 28    |
| 16    | 10 a 14 | 8     |
| 4     | 5 a 9   | 24    |
| 20    | 0 a 4   | 4     |

## Economia
El 2007 la població en edat de treballar era de 310 persones, 240 eren actives i 70 eren inactives. De les 240 persones actives 224 estaven ocupades (127 homes i 97 dones) i 16 estaven aturades (7 homes i 9 dones). De les 70 persones inactives 35 estaven jubilades, 16 estaven estudiant i 19 estaven classificades com a «altres inactius».

### Ingressos
El 2009 a Savonnières-devant-Bar hi havia 216 unitats fiscals que integraven 495 persones, la mediana anual d'ingressos fiscals per persona era de 19.587 €.

### Activitats econòmiques
Dels 68 establiments que hi havia el 2007, 3 eren d'empreses extractives, 1 d'una empresa alimentària, 4 d'empreses de fabricació d'altres productes industrials, 8 d'empreses de construcció, 19 d'empreses de comerç i reparació d'automòbils, 3 d'empreses d'hostatgeria i restauració, 1 d'una empresa d'informació i comunicació, 9 d'empreses financeres, 3 d'empreses immobiliàries, 13 d'empreses de serveis i 4 d'empreses classificades com a «altres activitats de serveis».
Dels 13 establiments de servei als particulars que hi havia el 2009, 2 eren oficines bancàries, 3 tallers de reparació d'automòbils i de material agrícola, 1 taller d'inspecció tècnica de vehicles, 1 guixaire pintor, 1 fusteria, 1 lampisteria, 2 electricistes i 2 perruqueries.
Dels 7 establiments comercials que hi havia el 2009, 1 era, 1 una peixateria, 1 una botiga d'equipament de la llar, 2 botigues de mobles, 1 una perfumeria i 1 una joieria.
L'any 2000 a Savonnières-devant-Bar hi havia 3 explotacions agrícoles.

## Equipaments sanitaris i escolars
El 2009 hi havia una escola elemental.

## Poblacions més properes
El següent diagrama mostra les poblacions més properes.